# Лёчен

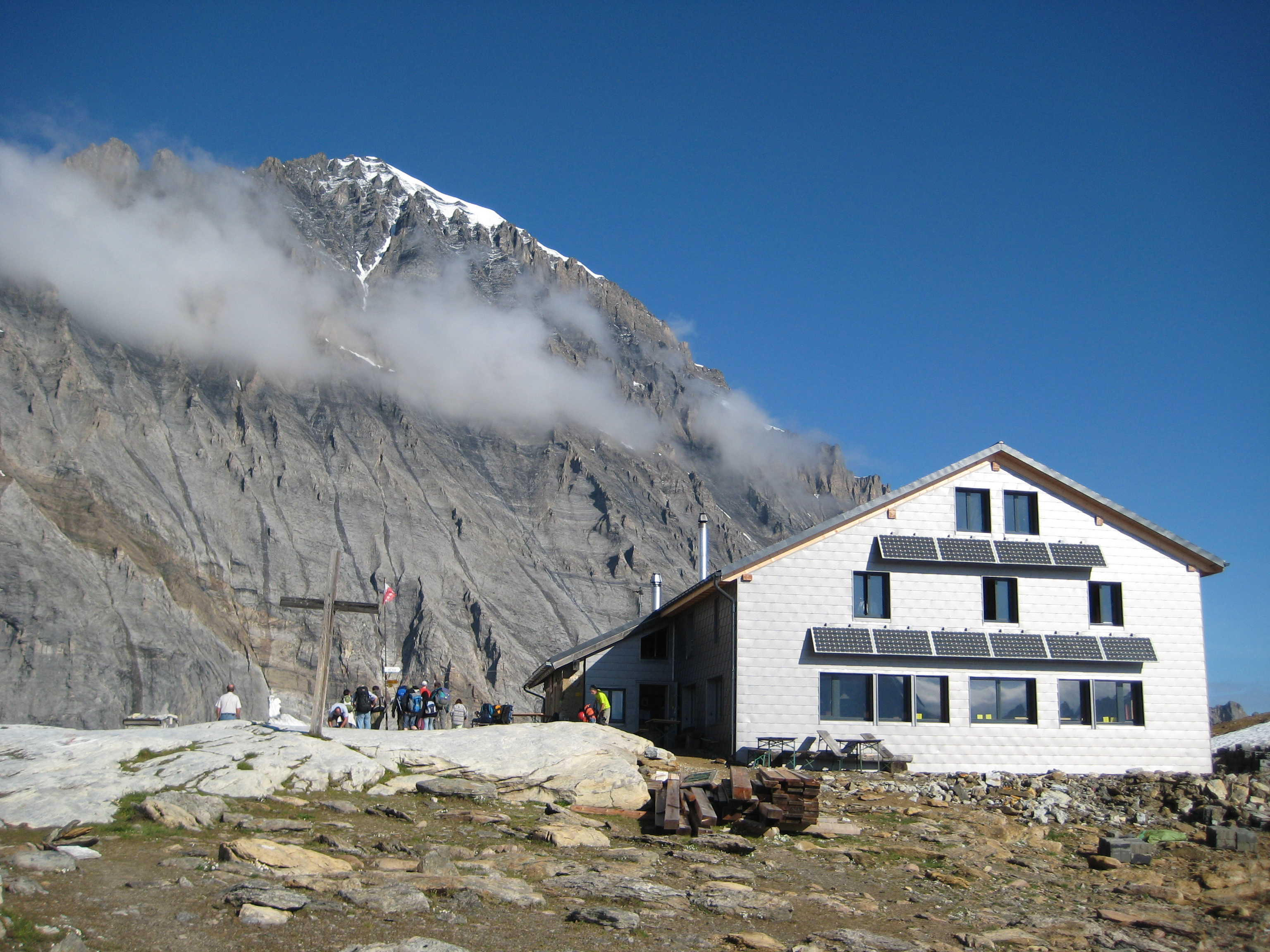
Горный приют Лёченпассхютте после ремонта, летом 2008 года. На заднем плане — восточная стена Балмхорна

Лёчен или Лёченпасс (нем. Lötschenpass, итал. Col de Cheville), также Лёчберг (нем. Lötschberg) — высокогорный перевал в Бернских Альпах, Швейцария. Его высота — 2 678 метров над уровнем моря. Он соединяет долину реки Кандер в кантоне Берн и долину Лёченталь в кантоне Вале.
Перевал расположен в хребте между вершинами Балмхорн (нем. Balmhorn, 3 698 м) с запада и Хокенхорн (нем. Hockenhorn, 3 293 м) с востока. Южный склон перевала осыпной, на в верхней части северного склона лежит заморененный ледник и снежники. Через перевал ведёт горная тропа.
В склонах под перевалом пробиты железнодорожные тоннели Лёчберг (14,6 км, 1913 год) и базисный тоннель Лёчберг (34,6 км, 2007 год), соединяющие кантон Берн с кантоном Вале. Через тоннель Лёчберг также осуществляется транспортировка автомобилей на платформах по маршруту Кандерштег — Иселле (коммуна Траскуера, Италия).
Перевалом пользовались, как показывают археологические находки, ещё с бронзового века. В Средние века вьючная тропа через перевал Лёчберг являлась частью торгового пути, проходившего из Италии через перевал Симплон в центральную Швейцарию.
Над седловиной перевала на высоте 2 690 м расположен частный горный приют Лёченпассхютте.